# أزمة ديسمبر (1768)
أزمة ديسمبر 1768 (بالسويدية: Decemberkrisen) هي أزمة سياسية حدثت في السويد في ديسمبر 1768، عندما حاول أدولف فريدريك ملك السويد تظاهر ضد صلاحياته المحدودة من خلال رفضه التوقيع على وثائق الدولة، وبالتالي أدى شل الحكومة وتأسيس حكومة ريكسداغ الطبقات جديدة.

## الخلفية
كان النظام الحزبي السويدي في ذلك الوقت فاسدًا للغاية، بحيث تلقى الطواقي رشاوى من روسيا بينما تلقى أعضاء القبعات رشاوى من فرنسا، على الرغم من أن الطواقي استولوا على السلطة الحكومية، إلا أن من ناحية البيروقراطية كانت تحت سيطرة القبعات، أدت محاولة الطواقي لكسر المعارضة البيروقراطية إلى اجتماع رؤساء القبعات للتشاور، وقرروا محاولة لعقد برلمان جديد، وأيضا سيحاولون استخدام استياء عن الحكومة لإطاحة بطواقي من السلطة.
بحيث كان من المقرر استخدام الملك أدولف فريدريك كأداة لفرض انعقاد البرلمان الذين قاموا استمالته إلى جانبهم من خلال خطاب مكتوب من قبل بعض أعضاء القبعات في الريكسداغ بوعده تسليم السلطة التنفيذية بأكملها إليه وفي حين تقتصر سلطات الريكسداغ على التشريع والضرائب، وبهذا الشرط وعد أدولف فريدريك بتوجيه ضربة لهذه القضية بالفعل خلال اجتماع المجلس التالي، في 12 ديسمبر 1768 بذل الأمير غوستاف كل ما في وسعه لتشجيع والده على هذا التصرف، كان الأمير يخشى أن تواجه السويد نفس مصير بولندا التي أصبحت تفقد استقلالها وتقسيمها فيما بعد بين القوى الأجنبية.

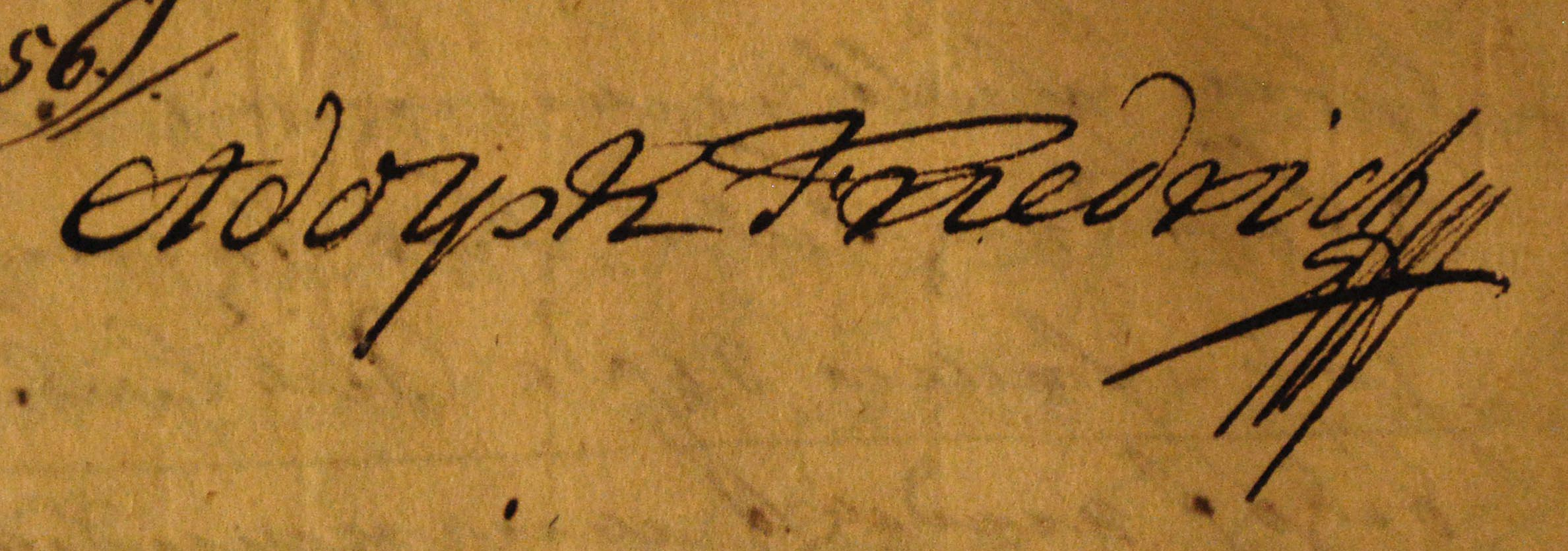
توقيع الملك أدولف فريدريك.

توصف أزمة ديسمبر بأنها المناسبة الوحيدة التي حاول فيها الملك الذي حكم طوال عهده كرئيس صوري نفسه لتأكيد سلطته، رغم أنها كانت هُناك المحاولات السابقة والتي غالباً ما قامت بها قرينته الملكة لوفيسا أولريكا البروسية، في عام 1767 اقترح المبعوث الفرنسي حول القيام بانقلاب لزيادة السلطة الملكية إلى حزب الملكي.
وفي ديسمبر 1768 رفض الملك التوقيع على وثائق الدولة احتجاجًا على سلطته المحدودة، وفي 15 ديسمبر استقال الملك رسميًا عن عرشه من أجل عقد اجتماع لريكسداغ جديد، يمكن خلاله تنفيذ إصلاح لزيادة لصلاحيته، قدَّم هذا أداء إلى خلق وضع سياسي صعب، حيث كان قد تنازل عن العرش من الناحية الفنية وأصبحت الأمة في فترة خلو العرش، اقترح الحزب الملكي أن الأزمة يمكن استخدامها لتنظيم انقلاب لحول إعادة ملكية مطلقة، عارضت الملكة ذلك لأنها لم تعتبر الوقت مناسبًا لمثل هذه الخطوة ودعت فوراً إلى التفاوض مع حزب القبعات وحزب الطواقي، ولكن هذه المرة تم توجيه الملكيين لأول مرة من قبل ولي العهد غوستاف بدلا من الملكة.
في 20 ديسمبر وافقت الحكومة على تشكيل البرلمان جديدة ووعدت بإصلاحات جديدة، وبذلك وافق الملك على استعادة العرش، وبالتالي تم تجنب الأزمة وتمكنت الحكومة من استأنف عملها مرة أخرى.
ومع ذلك لم يتم تشكيل البرلمان حتى عام 1769 ولم يتم تنفيذ أي من الإصلاحات الموعودة، وبدلاً من ذلك كما هو في مناسبات المماثلة السابقة بخصوص الأسرة الملكية أن يكتفي بسداد ديونها وزيادة مخصصاتها، تم إلغاء محاولة الانقلاب بسبب انتهاك صارخ للاتفاق الذي تم التوصل إليه من قبل القبعات.